# درموت درامتی
درموت درامتی (انگلیسی: Dermot Drummy; ۱۶ ژانویهٔ ۱۹۶۱ – ۲۷ نوامبر ۲۰۱۷) بازیکن فوتبال اهل بریتانیا بود.
از باشگاه‌هایی که در آن بازی کرده‌است می‌توان به باشگاه فوتبال آرسنال، باشگاه فوتبال بلکپول، باشگاه فوتبال هندون، باشگاه فوتبال ویلدستون، باشگاه فوتبال انفیلد ۱۸۹۳، باشگاه فوتبال ویر، و باشگاه فوتبال سنت آلبنز سیتی اشاره کرد.